# Araneus microsoma
Araneus microsoma este o specie de păianjeni din genul Araneus, familia Araneidae. A fost descrisă pentru prima dată de Banks, 1909.
Este endemică în Costa Rica. Conform Catalogue of Life specia Araneus microsoma nu are subspecii cunoscute.